# Zona para Emprego e Desenvolvimento Econômico (Honduras)
Zona para Emprego e Desenvolvimento Econômico (espanhol: Zonas de empleo y desarrollo económico, ou ZEDE ) é um novo tipo de divisão administrativa em Honduras (coloquialmente chamada de cidade modelo ), sujeita ao governo nacional e que fornece um alto nível de autonomia com seu próprio sistema político, em nível judicial, econômico e administrativo.
As cidades serão criadas com a intenção de atrair investimentos e gerar emprego em partes atualmente desabitadas do país ou em municípios que concordam em serem convertidos em zonas ZEDE. Toda zona será de fato governada por um secretário técnico, eleito por um comitê que supervisionará a adoção das melhores práticas. O comitê é, por sua vez, nomeado pelo presidente de Honduras, de acordo com as leis orgânicas  que regulam essas zonas. Os habitantes poderão interagir voluntariamente.
O ZEDE não é único. Outras zonas de livre comércio bem - sucedidas podem ser encontradas na China ( Hong Kong, Shenzhen, Xangai, Macau ), na Coréia do Sul ( Songdo ) e em Cingapura .

## Objetivos
O ZEDE tem os seguintes objetivos para o desenvolvimento econômico:
1. Centros de logística internacionais que permitem o processamento de mercadorias em grande escala (como a Zona de Livre Comércio de Colón, no Panamá ).
2. Tribunais comerciais internacionais que resolvem disputas entre entidades comerciais nacionais e estrangeiras (como a Ilha de Man, no Reino Unido ).
3. Distritos especiais de investimento que permitem a criação de centros para o setor de serviços (como a Cayman Enterprise City, nas Ilhas Cayman ).
4. Distritos de energia renovável que permitem investimentos em energia renovável (como os parques solares no Arizona, Estados Unidos).
5. Zonas econômicas especiais em que as leis que governam a economia serão diferentes do resto do país. As leis nacionais podem ser suspensas em favor de soluções baseadas em livre mercado . Comparado com Shenzhen, China .
6. Zonas sujeitas a um sistema judicial especial que funciona de acordo com uma tradição judicial diferente da habitual (como os tribunais nos distritos financeiros de Dubai sujeitos ao Common Law ).
7. Zonas agroindustriais especiais que permitem incentivos à exportação de produtos agrícolas de alta qualidade (como o cultivo de aspargos no Peru ).
8. Zonas turísticas especiais que permitem condições especiais para a criação de centros de turismo em partes não desenvolvidas do país.

## Recepção
A iniciativa ZEDE ganhou considerável atenção e apoio de defensores do livre mercado, especialmente do libertarismo e apoiadores de criptomoedas, que veem isso como uma oportunidade para testar suas ideias na prática.

## Impacto projetado
Recentemente, economistas da Universidade Francisco Marroquín realizaram uma análise de impacto econômico examinando como os ZEDEs podem impactar a economia hondurenha. Eles descobriram que um ZEDE que se assemelha às taxas de crescimento das Zonas Econômicas Especiais da China alcançaria US $ 36.000 PIB per capita até 2050.

Este gráfico mostra o crescimento projetado do PIB per capita dentro de um ZEDE hondurenho até 2050.